# Брокбэнк, Джон
Джон Бенн Бро́кбэнк (англ. John Benn Brockbank; 22 августа 1848 — 4 февраля 1896) — английский футболист, нападающий. Один из участников первого в истории матча футбольных сборных в составе сборной Англии.

## Футбольная карьера
Брокбэнк родился в Уайтхейвене (графство Камберленд). Обучался в школе Шрусбери, представляя школьную футбольную команду. Во время учёбы в Тринити-колледже (Кембриджский университет) выступал за футбольный клуб «Кембридж Юниверсити».
30 ноября 1872 года сыграл в первом официально признанном матче национальных сборных в составе сборной Англии против сборной Шотландии.
С 1872 по 1874 год выступал за футбольную сборную Лондона. В 1874 и 1875 году сыграл за футбольную команду Кембриджского университета в матче против футбольной команды Оксфорда. В дальнейшем выступал за футбольные клубы «Уондерерс» и «Клэпем Роверс».

## Крикет
Также играл в крикет за крикетный клуб Марилебона, а также за крикетные клубы графств Стаффордшир, Камберленд, Кембриджшир, Брекнокшир, Хартфордшир и Шропшир.

## Личная жизнь
По профессии был актёром. Умер в Фулеме в феврале 1896 года в возрасте 47 лет.
Его внук Майкл Уайт также играл в крикет за команду Кембриджского университета, а также за крикетный клуб графства Нортгемптоншир в 1940-е годы.